# Joerstadia patouillardii
Joerstadia patouillardii är en svampart som först beskrevs av Alessandro Trotter, och fick sitt nu gällande namn av Gjaerum & Cummins 1982. Joerstadia patouillardii ingår i släktet Joerstadia och familjen Phragmidiaceae.   Inga underarter finns listade i Catalogue of Life.